# Lista de prêmios e indicações recebidos por Michael Fassbender
Esta é uma lista completa de prêmios e indicações do ator Teuto-irlandes Michael Fassbender.

## Óscar
| Ano  | Categoria                          | Filme            | Resultado |
| ---- | ---------------------------------- | ---------------- | --------- |
| 2014 | Melhor Ator Coadjuvante/Secundário | 12 Years a Slave | Indicado  |
| 2016 | Melhor Ator                        | Steve Jobs       | Indicado  |

## Golden Globe Awards
| Ano  | Categoria                          | Filme            | Resultado |
| ---- | ---------------------------------- | ---------------- | --------- |
| 2011 | Melhor Ator                        | Shame            | Indicado  |
| 2014 | Melhor Ator Coadjuvante/Secundário | 12 Years a Slave | Indicado  |
| 2016 | Melhor Ator                        | Steve Jobs       | Indicado  |

## BAFTA
| Ano  | Categoria                          | Filme            | Resultado |
| ---- | ---------------------------------- | ---------------- | --------- |
| 2011 | Melhor Ator                        | Shame            | Indicado  |
| 2014 | Melhor Ator Coadjuvante/Secundário | 12 Years a Slave | Indicado  |
| 2016 | Melhor Ator                        | Steve Jobs       | Indicado  |

## Broadcast Film Critics Association
| Ano  | Categoria                          | Filme               | Resultado |
| ---- | ---------------------------------- | ------------------- | --------- |
| 2010 | Melhor Elenco                      | Bastardos Inglórios | Venceu    |
| 2011 | Melhor ator                        | Shame               | Indicado  |
| 2013 | Melhor Ator Coadjuvante/Secundário | 12 Years a Slave    | Indicado  |
| 2016 | Melhor Ator                        | Steve Jobs          | Pendente  |

## Screen Actors Guild
| Ano  | Categoria                          | Filme               | Resultado |
| ---- | ---------------------------------- | ------------------- | --------- |
| 2010 | Melhor Elenco                      | Bastardos Inglórios | Venceu    |
| 2014 | Melhor Ator Coadjuvante/Secundário | 12 Years a Slave    | Indicado  |
| 2014 | Melhor Elenco                      | 12 Years a Slave    | Indicado  |
| 2016 | Melhor Ator                        | Steve Jobs          | Indicado  |

## Satellite Awards
| Ano  | Categoria                          | Filme            | Resultado |
| ---- | ---------------------------------- | ---------------- | --------- |
| 2011 | Melhor Ator                        | Shame            | Indicado  |
| 2013 | Melhor Ator Coadjuvante/Secundário | 12 Years a Slave | Indicado  |
| 2016 | Melhor Ator                        | Steve Jobs       | Pendente  |

## Online Film Critics Society
| Ano  | Categoria                          | Filme            | Resultado |
| ---- | ---------------------------------- | ---------------- | --------- |
| 2011 | Melhor Ator                        | Shame            | Venceu    |
| 2013 | Melhor Ator Coadjuvante/Secundário | 12 Years a Slave | Venceu    |
| 2016 | Melhor Ator                        | Steve Jobs       | Venceu    |

## National Board of Review
| Ano  | Categoria       | Filme                                                    | Resultado |
| ---- | --------------- | -------------------------------------------------------- | --------- |
| 2011 | Spotlight Award | Shame, X-Men: First Class, Jane Eyre, Um Método Perigoso | Venceu    |

## Festival de Veneza
| Ano  | Categoria   | Filme | Resultado |
| ---- | ----------- | ----- | --------- |
| 2011 | Melhor Ator | Shame | Venceu    |

## London Film Critics Circle
| Ano  | Categoria                         | Filme                     | Resultado |
| ---- | --------------------------------- | ------------------------- | --------- |
| 2009 | Ator Britânico do Ano             | Hunger                    | Venceu    |
| 2010 | Ator Britânico Coadjuvante do Ano | Fish Tank                 | Venceu    |
| 2011 | Ator Britânico do Ano             | Shame, A Dangerous Method | Venceu    |
| 2011 | Ator do Ano                       | Shame                     | Indicado  |
| 2012 | Ator Coadjuvante do Ano           | Prometheus                | Indicado  |
| 2013 | Ator Britânico do Ano             | 12 Years A Slave          | Indicado  |
| 2013 | Ator Coadjuvante do Ano           | 12 Years A Slave          | Indicado  |